# Linea principale Azumada
La linea principale Azumada (東田本線?, Azumada Hon-sen) è una linea tramviaria a Toyohashi, nella prefettura di Aichi, in Giappone, gestita dalla Ferrovia Toyohashi. Collega la stazione di Ekimae (situata di fronte alla stazione di Toyohashi della JR e della Meitetsu) alla stazione di Akaiwaguchi e la stazione di Ihara (una fermata del tram prima di Akaiwaguchi) alla stazione di Undoukoen-mae. È anche conosciuto come Tram cittadino di Toyohashi.

## Storia
Il 17 marzo 1924 fu fondata la compagnia privata di tram Toyohashi Denki Kidō (豊橋電気軌道?). Questa mise in funzione le prime tratte il 14 luglio 1925, che portavano dalla stazione ferroviaria Ekimae a Fudagi (札木?) e Yagyubashi (柳生橋?). Mentre il ramo meridionale aveva raggiunto la sua massima estensione, la linea principale fu estesa due volte nello stesso anno: prima da Fudagi a Higashihatchō (東八町?), poi da Higashihatchō ad Azumada (東田?). Nel settembre 1939 la compagnia ferroviaria Meitetsu acquisì la compagnia.
Un bombardamento americano del 19 e 20 giugno 1945 distrusse gran parte della città. L'esercizio tranviario riprese per un breve tratto l'8 luglio e la ricostruzione completa fu completata il 13 febbraio 1946. L'azienda cambiò nome in Toyohashi kōtsū (豊橋交通?) il 1 settembre 1949. Nel 1950/51 furono effettuati diversi spostamenti di linea e ampliamenti del doppio binario. Furono aggiunte anche due brevi estensioni, il 17 settembre 1950, a doppio binario da Azumada a Keirinjō-mae (競輪場前?) e il 5 ottobre 1952, a binario unico dalla stazione all'ospedale cittadino. Insieme alla linea Atsumi per la periferia occidentale, il tram fu ristrutturato all'interno del Gruppo Meitetsu il 22 luglio 1954 per formare la nuova compagnia ferroviaria Toyohashi.
Questa compagnia aprì un'estensione di 1,2 km della linea principale da Keirinjō-mae ad Akaiwaguchi il 1 giugno 1960. Seguendo la tendenza di altre città giapponesi dell'epoca, chiuse anche alcuni tratti del percorso, il 15 maggio 1969 il tratto verso l'ospedale cittadino, aperto solo 16 anni prima, e il 7 marzo 1976 il ramo sud a Yagyubashi. Ciò lasciava solo il percorso noto come linea principale Azumada. Invece di chiudere anche questo, la Ferrovia Toyohashi ha deciso di effettuare una modernizzazione completa. Ha aperto una diramazione lunga 600 m da Iraha a Undōkōen-mae il 31 luglio 1982. L'ultima modifica risale al febbraio 1998, quando la fermata finale della stazione ferroviaria è stata spostata di 150 metri di fronte alla stazione di Toyohashi sede della compagnia.

## Stazioni
- La linea è lunga 5,4 km

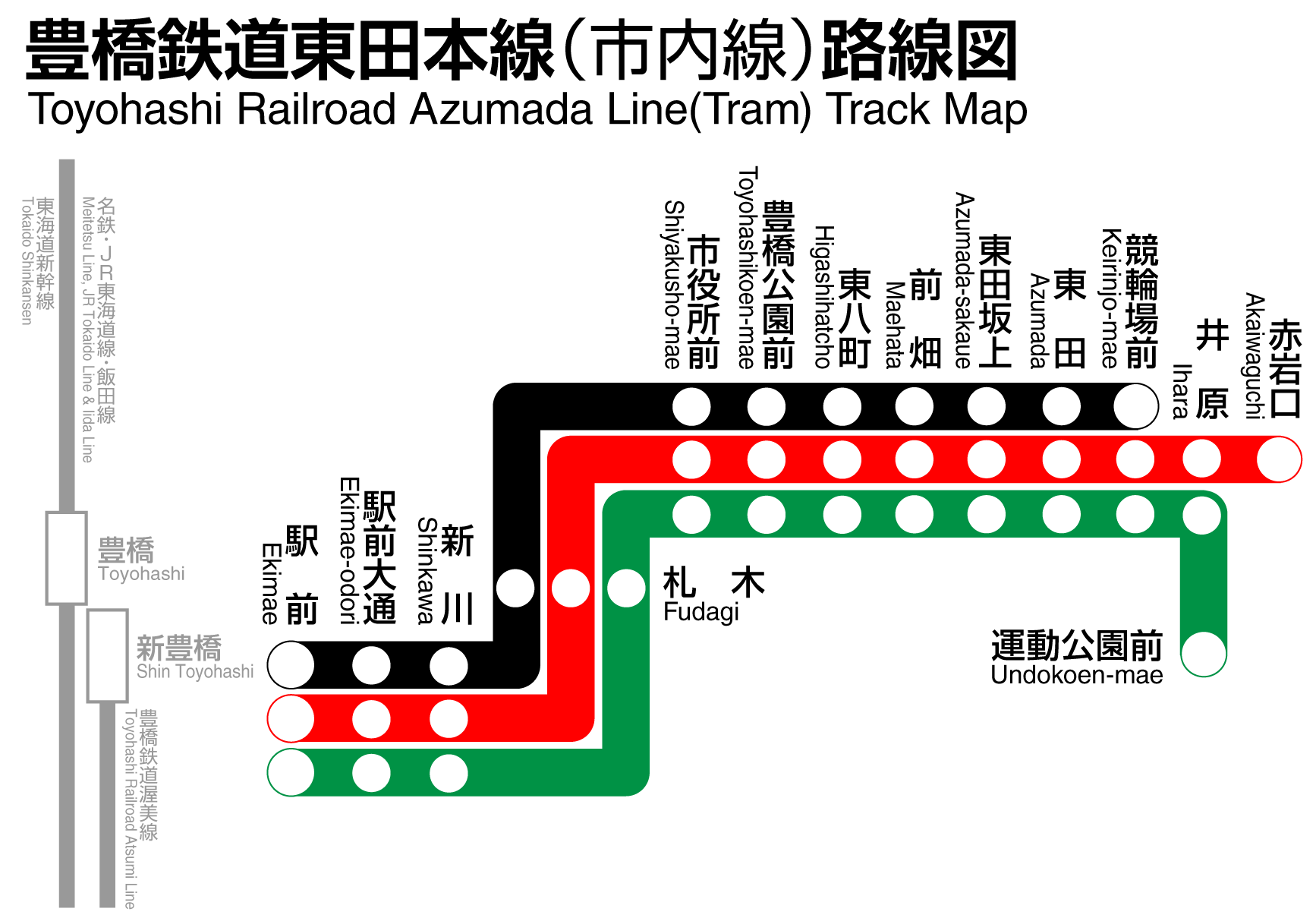
Mappa del percorso

- Tutte le fermate si trovano all'interno della città di Toyohashi

| 1  | Ekimae            | 駅前     | -   | 0.0 | JR Central (Toyohashi) Tokaido Shinkansen, Linea principale Tōkaidō, Linea Iida Meitetsu (Toyohashi) ■ Linea principale Nagoya Ferrovia Toyohashi (Shin-Toyohashi) ■ Linea Atsumi |
| 2  | Ekimae-odori      | 駅前大通 | 0.3 | 0.3 | |
| 3  | Shinkawa          | 新川     | 0.3 | 0.6 | |
| 4  | Fudagi            | 札木     | 0.4 | 1.0 | |
| 5  | Shiyakusho-mae    | 市役所前 | 0.4 | 1.4 | |
| 6  | Toyohashikoen-mae | 豊橋公園 | 0.2 | 1.6 | |
| 7  | Higashi-haccho    | 東八町   | 0.5 | 2.1 | |
| 8  | Maehata           | 前畑     | 0.4 | 2.5 | |
| 9  | Azumada-sakaue    | 東田坂上 | 0.3 | 2.8 | |
| 10 | Azumada           | 東田     | 0.5 | 3.3 | |
| 11 | Keirinjo-mae      | 競輪場前 | 0.3 | 3.6 | |
| 12 | Ihara             | 井原     | 0.5 | 4.1 | Linea principale Azumada (per Undokoen-mae) |
| 13 | Akaiwaguchi       | 赤岩口   | 0.7 | 4.8 | |

| N° | Stazione     | Nome giapponese | Distanza (tra le stazioni) | Distanza  | Distanza | Collegamenti             |
| N° | Stazione     | Nome giapponese | Distanza (tra le stazioni) | da Ekimae | da Ihara | Collegamenti             |
| -- | ------------ | --------------- | -------------------------- | --------- | -------- | ------------------------ |
| 12 | Ihara        | 井原            | -                          | 4.1       | 0.0      | Linea principale Azumada |
| 14 | Undokoen-mae | 運動公園前      | 0.6                        | 4.7       | 0.6      |                          |

## Materiale rotabile
- Tre carrozze a pianale rialzato della serie Mo3200 (ex Mo580), costruiti dalla Nippon Sharyo nel 1955/56 per il tram di Gifu, arrivarono a Toyohashi nel 1976[3].
- Nel 1992 e nel 2000, la Linea principale Azumada ha acquistato dall'Ufficio metropolitano del trasporto di Tokyo due vagoni singoli a pianale rialzato della serie Mo3500, che erano precedentemente in uso sulla Linea Toden Arakawa. Sono stati costruiti tra il 1953 e il 1956 da Aruna Kōki. Per poterli utilizzare qui, hanno dovuto prima essere adattati alla carreggiata più stretta[3].
- Nel 2005 sono stati rilevati dal tram di Gifu sette esemplari della serie Mo780[3].
- La serie Mo800 ha tre esemplari. Alcuni modelli hanno il pianale ribassato, provengono dalla Nippon Sharyō[4][5].
- Dal 2008 è in uso un unico esemplare della serie T1000, un tram articolato in tre parti, completamente a pianale ribassato chiamato “HotTram” (ほっトラム)[6].

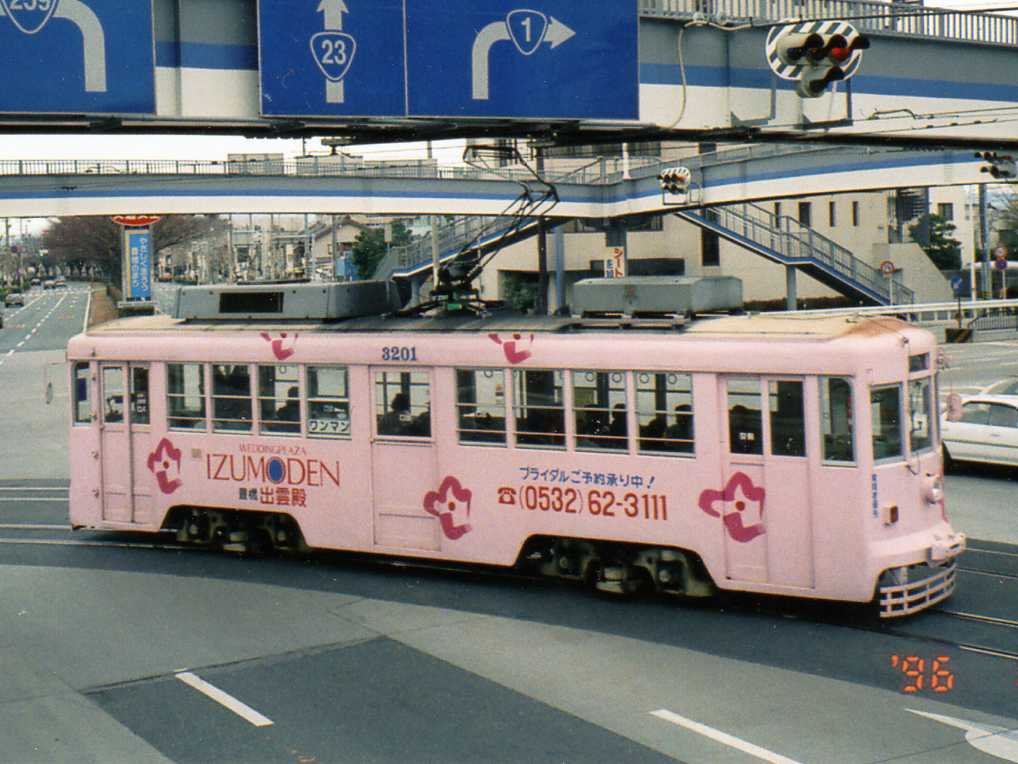
Serie Mo3200
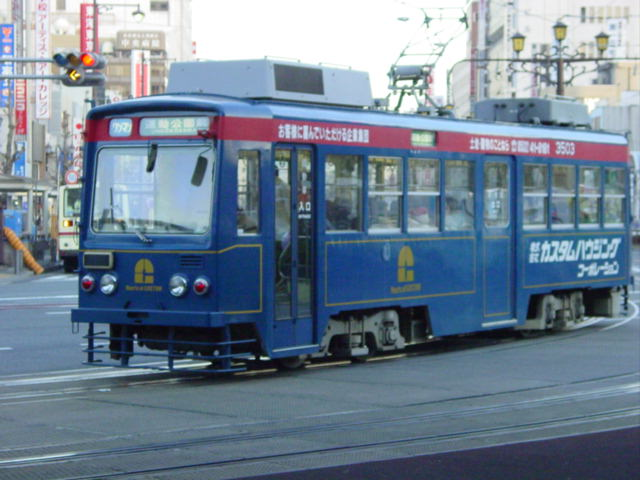
Serie Mo3500
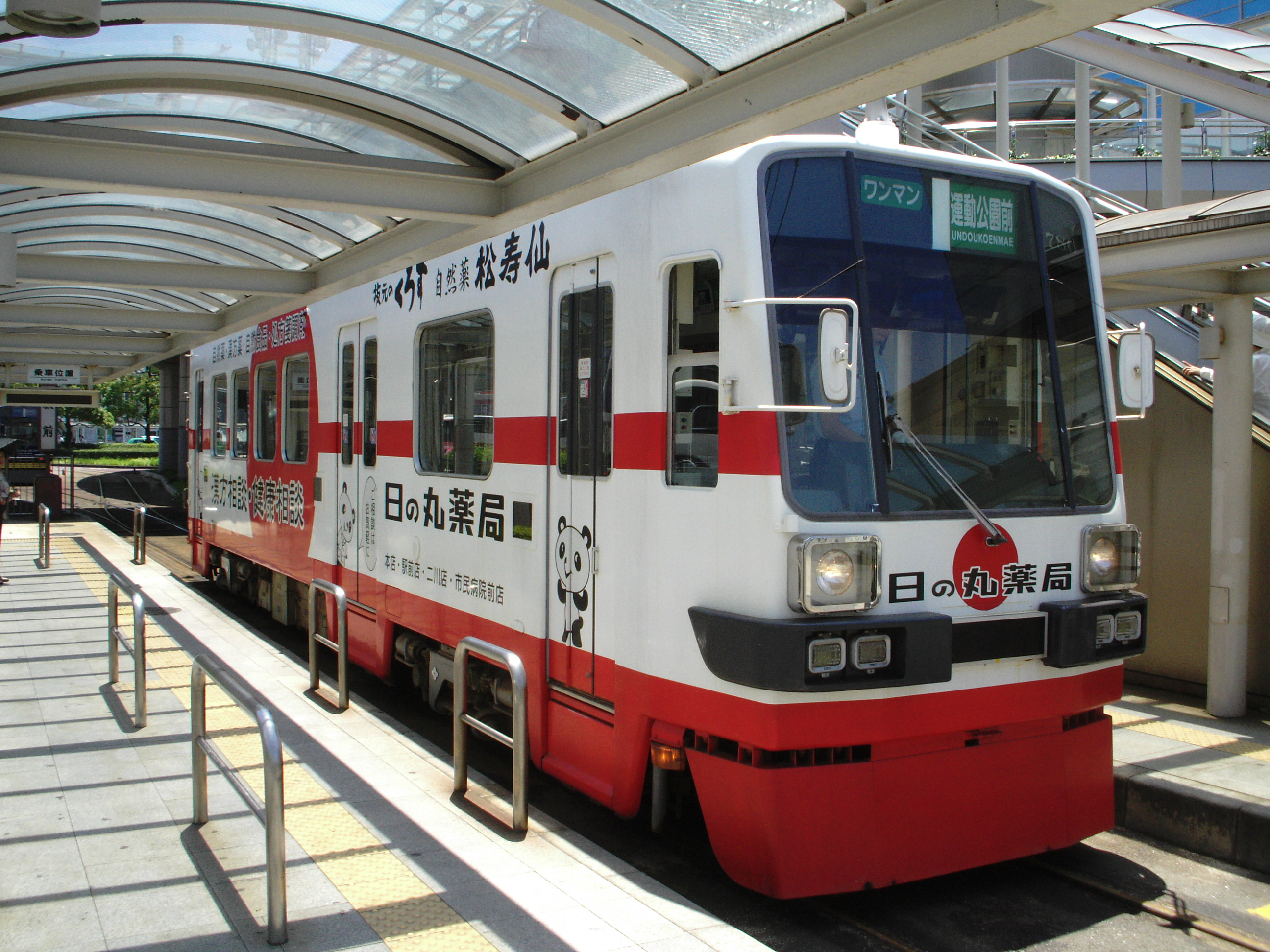
Serie Mo780
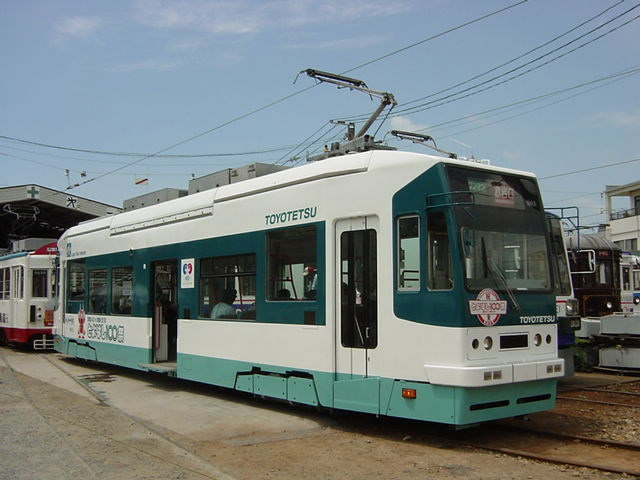
Serie Mo800